# Zyzzyx
Zyzzyx je rod osa, koji sadrži jednu vrstu - Z. chilensis.
Prije svega love muhe, ali je uočeno i da konzumiraju debeloglavce. "Zyzzyx" je ime koje je predložio V. S. L. Pate 1937. godine, kao zamjena za dotadašnje ime Therapon koje je originalno nazvao J. Parker 1929. godine. Pojavljuje se u Čileu, Peruu i Argentini.